# Адміністративна справа
Адміністративна справа — в процесуальному праві України — переданий на вирішення адміністративного суду публічно-правовий спір, у якому хоча б однією зі сторін є орган виконавчої влади, орган місцевого самоврядування, їхня посадова чи службова особа або інший суб'єкт, який здійснює владні управлінські функції на основі законодавства, в тому числі на виконання делегованих повноважень. Синонімом цього поняття є справа адміністративної юрисдикції.
В інших країнах адміністративними справами можуть називати справи про адміністративні правопорушення.
В діловодстві суду адміністративною справою називають упорядковану сукупність матеріалів (докази, інші матеріали, надані суду під час судового провадження його учасниками, судові рішення та інші документи і матеріали), що мають значення для конкретного судового провадження.
Особливістю адміністративних справ є наявність у складі їх учасників приватного елемента (громадянин, юридична особа приватного права тощо) і публічного елемента (суб'єкт владних повноважень). Вони порушуються, як правило, за ініціативою приватної сторони. Якщо у спорі між приватним і публічним елементом останній здійснює не управлінські, а, наприклад, господарські функції, така справа не є адміністративною.
Водночас, законодавство про адміністративну процедуру містить інший підхід до суті цього поняття, що не перетинається з судочинством[⇨].

## Види адміністративних справ
До числа адміністративних справ належать, у тому числі:
1. спори фізичних чи юридичних осіб із суб'єктом владних повноважень щодо оскарження його рішень (нормативно-правових актів чи правових актів індивідуальної дії), дій чи бездіяльності;
2. з приводу прийняття громадян на публічну службу, її проходження, звільнення з публічної служби;
3. спори між суб'єктами владних повноважень з приводу реалізації їхньої компетенції у сфері управління, у тому числі делегованих повноважень (компетенційні справи);
4. що виникають з адміністративних договорів;
5. за зверненням суб'єкта владних повноважень в окремих випадках;
6. щодо правовідносин, пов'язаних з виборчим процесом чи процесом референдуму;
7. щодо доступу до публічної інформації тощо.

## Розгляд адміністративних справ
Адміністративні справи розглядаються адміністративним судом, яким може бути як спеціалізований адміністративний суд, так і місцевий загальний. Вони вирішуються за місцезнаходженням відповідача, крім прямо встановлених випадків.
Особами, які беруть участь в адміністративній справі, є сторони, треті особи, їх представники. Сторонами адміністративної справи є позивач (активна сторона) і відповідач (пасивна сторона). На стороні позивача та відповідача можуть виступати один або декілька самостійних суб'єктів права.
Можна виділити такі стадії розгляду адміністративної справи:
1. Відкриття провадження у справі
2. Підготовче провадження
3. Судовий розгляд
4. Ухвалення судового рішення у справі
5. Перегляд судового рішення (апеляційний порядок; касаційний порядок; перегляд рішення Верховним Судом України; за нововиявленими обставинами) — факультативна стадія[6].

Провадження в адміністративній справі може бути як усним (з викликом осіб, що беруть участь у справі), так і письмовим (без виклику) — в залежності від виду справи.

## Адміністративна процедура
Відповідно до Закону України «Про адміністративну процедуру», адміністративна процедура — це визначений законом порядок розгляду та вирішення адміністративної справи, а саме, справи, що стосується публічно-правових відносин щодо забезпечення реалізації права, свободи чи законного інтересу особи та/або виконання нею визначених законом обов'язків, захисту її права, свободи чи законного інтересу, розгляд якої здійснюється адміністративним органом.
Під адміністративним органом Закон розуміє орган виконавчої влади, орган влади Автономної Республіки Крим, орган місцевого самоврядування, їх посадова особа, інший суб'єкт, який відповідно до закону уповноважений здійснювати функції публічної адміністрації.
Таким чином, згідно з цим Законом адміністративні справи — це справи щодо реалізації прав, свобод чи законних інтересів приватних осіб, з якими вони звертаються до уповноважених органів (наприклад, центрів надання адміністративних послуг). Ведення саме такої справи не пов'язане з відправленням правосуддя.